# 파미르 스타디움
파미르 스타디움(타지크어: Варзишгоҳи ҷумҳурии марказӣ «Помир», Varzišgohi jumhuriyi markazí «Pomir»; 페르시아어: ورزشگاه پامیر, Varzešgâhe Pâmir)는 타지키스탄 두샨베에 위치한 다목적 경기장으로 현재 주로 축구 경기장으로 이용되며 타지키스탄 축구 국가대표팀, FC 이스티클롤, 파미르 두샨베의 홈 구장이자 아프가니스탄 축구 국가대표팀의 임시 홈 구장으로도 사용되고 있으며 수용 인원은 20,000명이다.